# Barna Zsolt (labdarúgó)
Barna Zsolt (Karcag, 1987. szeptember 10. –)  magyar labdarúgó, a Szigetszentmiklósi TK tagja.

## Pályafutása
A 175 cm magas középpályás az MTK csapatában nevelkedett. A fővárosi csapat többször kölcsönadta a tehetséges focistát. A 2005/2006-os szezonban az Örkény SE csapatában játszott, 2006/2007-ben pedig a BKV Előre SC tagjaként lépett pályára. 2007 nyarán Ceglédre került, ugyancsak kölcsönbe. 2008 nyarán a ZTE FC-hez igazolt.  Az egyéves kölcsönszerződés opciós jogot tartalmazott, amivel élt az egerszegi csapat, így a játékos továbbra is Zalaegerszegen maradhatott, ahol többnyire a második csapatban játszott.  Az NB I-ben 2009. szeptember 26-án, a ZTE FC - KTE-Ereco mérkőzésen mutatkozott be (a végeredmény 3-2).